# 梅特菲爾德鎮區 (堪薩斯州蔡斯縣)
梅特菲爾德鎮區（英語：Matfield Township）為美國堪薩斯州蔡斯縣轄下的鎮區。2010年美国人口普查中該鎮區人口有119人。

## 地理
梅特菲爾德鎮區涵蓋總面積為317平方（122平方英里）。

### 行政區劃
- 城市：梅特菲爾德格林
- 鬼鎮：瑟曼

### 墓園
根據美國地質調查局的資料，此鎮區擁有2座墓園：
- 海普雷里墓園（High Prairie Cemetery）
- 梅特菲爾德格林墓園（Matfield Green Cemetery）

### 溪流
通過此鎮區的溪流有：
| - 伯爾溪（Bull Creek） - 坎普溪（Camp Creek） - 康溪（Corn Creek） - 克羅克溪（Crocker Creek） - 傑克溪（Jack Creek） | - 小錫達溪（Little Cedar Creek） - 默瑟溪（Mercer Creek） - 肖溪（Shaw Creek） - Steak Bake溪 - 瑟曼溪（Thurman Creek） |

## 人口統計
根據2010年美國人口普查，梅特菲爾德鎮區人口有119人，住房90戶，人口密度為0.38人/每平方公里。此鎮區居民之種族中，白人佔96.64%，非裔美國人佔0%，美洲原住民佔0%，亞裔美國人佔0%，太平洋島裔美國人佔0%，其他種族佔0%，混血種族則佔3.36%。而西班牙裔或拉丁裔美國人佔此鎮區人口的0%。

## 外部連結
- 蔡斯縣官方網站 （页面存档备份，存于）
- City-Data.com （页面存档备份，存于）
- 蔡斯縣地圖：當前 （页面存档备份，存于），歷史 （页面存档备份，存于），堪薩斯州運輸部